# Llenguatge de programació de domini específic
Llenguatge de programació de domini específic, en ciències de la computació, és un llenguatge de programació dissenyat per a escriure programari en una gran varietat de camps d'aplicació diferents com per exemple el cientític, artístic, jocs, pàgines web... A diferència dels llengatges de programació de propòsit general, que són llenguatges de codificació genèrica. A vegades la línia de separació entre aquests dos tipus de llenguatge no és tan clara i va canviant amb el temps, ja que el camp d'aplicació dels diferents llenguatges també es va adaptant.
Exemples de llenguatges de domini específics:
- HTML: llenguatge específic per a dissey depàgines web.
- Logo: llenguatge per a ensenyament inicial de programació.
- Verilog i VHDL: llenguatges de descripció de maquinari electrònic.
- MATLAB i GNU octave: llenguatges de programació de càlcul numèric.
- SQL: llenguatge de programació de bases de dades relacionals.
- Csound i Pure data: llenguatge de programació per a síntesi de so i multimèdia.